# Persone di nome Christine
| Questa pagina contiene informazioni ricavate automaticamente dalle voci biografiche con l'ausilio del template Bio e di un bot. L'aggiornamento è periodico e automatico e ricostruisce completamente la pagina. Se manca una persona in questa lista, sei pregato di non aggiungerla, ma accertati piuttosto che la sua voce biografica contenga il template Bio e che i dati anagrafici siano correttamente compilati. Se il template Bio manca, inseriscilo tu stesso o, in alternativa, metti l'avviso {{tmp\|Bio}} che ne segnala la mancanza. Se i dati riportati sono sbagliati, correggi direttamente la voce biografica; le modifiche saranno visibili in questa lista entro pochi giorni. Per chiarimenti vedi il progetto antroponimi. La lista contiene solo le 167 persone che sono citate nell'enciclopedia e per le quali è stato implementato correttamente il template Bio. Pagina aggiornata al 22 lug 2025. |

Questa è una lista di persone presenti nell'enciclopedia che hanno il nome Christine, suddivise per attività principale.

## Arbitri di rugby a 15(1)
- Christine Hanizet, ex arbitro di rugby a 15 francese (Tolosa, n. 1971)

## Astronome(2)
- Christine Kirch, astronoma tedesca (Guben, n. 1696 - † 1792)
- Christine J. Schiff, astronoma neozelandese

## Attiviste(1)
- Christine Maggiore, attivista statunitense (Chicago, n. 1956 - Los Angeles, † 2008)

## Attrici(33)
- Christine Adams, attrice britannica (Brentwood, n. 1974)
- Christine Allado, attrice e cantante filippina (Manila, n. 1995)
- Christy Altomare, attrice e cantante statunitense (Fairless Hills, n. 1986)
- Christine Amor, attrice australiana (Brisbane, n. 1952)
- Christine Andreas, attrice e soprano statunitense (Camden, n. 1951)
- Christine Baranski, attrice statunitense (Buffalo, n. 1952)
- Christine Böhm, attrice austriaca (Vienna, n. 1954 - Laveno-Mombello, † 1979)
- Christine Boisson, attrice francese (Salon-de-Provence, n. 1956 - Parigi, † 2024)
- Christine Bottomley, attrice britannica (Rochdale, n. 1979)
- Christine Buchegger, attrice austriaca (Vienna, n. 1942 - Monaco di Baviera, † 2014)
- Christine Cavanaugh, attrice e doppiatrice statunitense (Layton, n. 1963 - Cedar City, † 2014)
- Christine Chatelain, attrice canadese (Vancouver, n. 1985)
- Christine Delaroche, attrice francese (Parigi, n. 1944)
- Christine Ebersole, attrice e soprano statunitense (Winnetka, n. 1953)
- Christine Elise, attrice statunitense (Boston, n. 1965)
- Christine Estabrook, attrice statunitense (Erie, n. 1952)
- Christine Evangelista, attrice statunitense (Staten Island, n. 1986)
- Christine Horne, attrice canadese (Aurora, n. 1981)
- Christine Kaufmann, attrice tedesca (Lengdorf, n. 1945 - Monaco di Baviera, † 2017)
- Christine Lahti, attrice e regista statunitense (Birmingham, n. 1950)
- Christine Lakin, attrice statunitense (Dallas, n. 1979)
- Christine Laszar, attrice tedesca (Ortelsburg, n. 1931 - Berlino, † 2021)
- Christine Mayn, attrice italiana (Renon, n. 1962)
- Christine Mayo, attrice statunitense (Jersey City, n. 1883 - New York, † 1961)
- Chrissy Metz, attrice statunitense (Homestead, n. 1980)
- Christine Nguyen, attrice statunitense (Saigon, n. 1984)
- Christine Ostermayer, attrice austriaca (Vienna, n. 1936)
- Christine Pascal, attrice, regista e scrittrice francese (Lione, n. 1953 - Garches, † 1996)
- Crissy Rock, attrice britannica (Liverpool, n. 1958)
- Christine Roux, attrice e modella francese (Lione, n. 1820 - † 1863)
- Christine Taylor, attrice statunitense (Allentown, n. 1971)
- Christine Wodetzky, attrice tedesca (Lipsia, n. 1938 - Berlino, † 2004)
- Christine Woods, attrice statunitense (Lake Forest, n. 1983)

## Autrici di videogiochi(1)
- Christine Love, autrice di videogiochi canadese

## Avvocate(1)
- Christine Kangaloo, avvocato e politica trinidadiana (San Fernando, n. 1961)

## Bobbiste(1)
- Christine de Bruin, bobbista canadese (Edmonton, n. 1989)

## Calciatrici(2)
- Christine Manie, calciatrice camerunese (Yaoundé, n. 1984)
- Christine Sinclair, ex calciatrice canadese (Burnaby, n. 1983)

## Canottiere(2)
- Christine Roper, canottiera canadese (Montego Bay, n. 1990)
- Christine Scheiblich, ex canottiera tedesca (Wilsdruff, n. 1954)

## Cantanti(7)
- Chrissy Amphlett, cantante australiana (Geelong, n. 1959 - New York, † 2013)
- Christine Anu, cantante e attrice australiana (Cairns, n. 1970)
- Christine Fan, cantante, attrice e conduttrice televisiva taiwanese (Ohio, n. 1976)
- Christine Guldbrandsen, cantante norvegese (Bergen, n. 1985)
- Christine Lakeland, cantante e musicista statunitense (n. 1954)
- Christine Milton, cantante danese (Amager, n. 1985)
- Christine Sandtorv, cantante norvegese (Laksevåg, n. 1976)

## Cantautrici(5)
- Christine Albert, cantautrice statunitense (Rome, n. 1955)
- Christine Charbonneau, cantautrice canadese (Montréal, n. 1943 - Montréal, † 2014)
- Naïf Hérin, cantautrice italiana (Aosta, n. 1981)
- Christine Joan Johnson, cantautrice giamaicana (Kingston, n. 1963)
- Christine McVie, cantautrice e tastierista britannica (Bouth, n. 1943 - Londra, † 2022)

## Cavallerizze(1)
- Christine Stückelberger, cavallerizza svizzera (Berna, n. 1947)

## Cestiste(12)
- Christine Clark, ex cestista statunitense (n. 1992)
- Chris Critelli, ex cestista canadese (St. Catharines, n. 1956)
- Christine Dearlove, ex cestista inglese (Fleet, n. 1955)
- Christine Delmarle, ex cestista francese (Roubaix, n. 1952)
- Christine Dulac, ex cestista francese (Marsiglia, n. 1952)
- Christine Flores, ex cestista statunitense (San Antonio, n. 1990)
- Christine Galard, ex cestista francese (Algeri, n. 1962)
- Christine Gomis, ex cestista francese (Parigi, n. 1968)
- Christine Ishaque, ex cestista tedesca (Gießen, n. 1972)
- Christine Johansson, ex cestista svedese (Kristinehamn, n. 1962)
- Christine Larsson, ex cestista svedese (Norrköping, n. 1964)
- Christine Wagner, ex cestista tedesca (n. 1949)

## Cicliste su strada(1)
- Christine Majerus, ex ciclista su strada e ex ciclocrossista lussemburghese (Lussemburgo, n. 1987)

## Criminali(1)
- Christine e Léa Papin, criminale francese (n. 1905 - † 1937)

## Critiche d'arte(1)
- Christine Eyene, critica d'arte camerunese (Parigi, n. 1970)

## Discobole(1)
- Christine Spielberg, ex discobola tedesca (Niederlungwitz, n. 1941)

## Doppiatrici(1)
- Christine Auten, doppiatrice statunitense (Houston, n. 1969)

## Economiste(1)
- Christine Volkmann, economista tedesca (Gießen, n. 1960)

## Filosofe(1)
- Christine Korsgaard, filosofa statunitense (Chicago, n. 1952)

## Giocatori di football americano(1)
- Christine Michael, ex giocatore di football americano statunitense (Beaumont, n. 1990)

## Giocatrici di curling(1)
- Christine Keshen, giocatrice di curling canadese (Invermere, n. 1978)

## Giornaliste(2)
- Christine Chubbuck, giornalista e conduttrice televisiva statunitense (Hudson, n. 1944 - Sarasota, † 1974)
- Christine Ockrent, giornalista, saggista e biografa belga (Bruxelles, n. 1944)

## Imprenditrici(1)
- Christine Poon, imprenditrice statunitense (Brentwood, n. 1951)

## Infermiere(1)
- Tine Van Rompuy, infermiera, sindacalista e politica belga (Lovanio, n. 1955)

## Judoka(1)
- Christine Cicot, ex judoka francese (Libourne, n. 1964)

## Magistrate(1)
- Christine Van Den Wyngaert, magistrata belga (Anversa, n. 1952)

## Matematiche(1)
- Christine Darden, matematica e ingegnere statunitense (Monroe, n. 1942)

## Mezzofondiste(1)
- Christine Wachtel, ex mezzofondista tedesca (Altentreptow, n. 1965)

## Modelle(4)
- Christine Keeler, modella e showgirl britannica (Uxbridge, n. 1942 - Locksbottom, † 2017)
- Christine Smith, modella statunitense (San Dimas, n. 1979)
- Christine Spatzier, modella austriaca
- Christine Teigen, modella e conduttrice televisiva statunitense (Delta, n. 1985)

## Multipliste(1)
- Christine Laser, ex multiplista tedesca (Mattstedt, n. 1951)

## Nuotatrici(8)
- Crissy Ahmann-Leighton, ex nuotatrice statunitense (Yankton, n. 1970)
- Christine Caron, ex nuotatrice e attrice francese (Parigi, n. 1948)
- Christl Filippovits, ex nuotatrice austriaca (Schärding, n. 1944)
- Christine Gosden, ex nuotatrice britannica (York, n. 1939)
- Christine Herbst, ex nuotatrice tedesca orientale (Dresda, n. 1957)
- Christine Magnuson, nuotatrice statunitense (Tinley Park, n. 1985)
- Christine Marshall, nuotatrice statunitense (Newport News, n. 1986)
- Christl Wöber, ex nuotatrice austriaca (Vienna, n. 1942)

## Ostacoliste(1)
- Christine Merrill, ex ostacolista singalese (Bakersfield, n. 1987)

## Pattinatrici artistiche su ghiaccio(1)
- Christine Errath, ex pattinatrice artistica su ghiaccio tedesca (Berlino, n. 1956)

## Pattinatrici di short track(1)
- Christine Boudrias, ex pattinatrice di short track canadese (Montréal, n. 1972)

## Pattinatrici di velocità su ghiaccio(2)
- Christine Nesbitt, pattinatrice di velocità su ghiaccio canadese (Melbourne, n. 1985)
- Chris Witty, ex pattinatrice di velocità su ghiaccio e ex pistard statunitense (West Allis, n. 1975)

## Pilote automobilistiche(1)
- Christine Beckers, ex pilota automobilistica e pilota di rally belga (Bruxelles, n. 1943)

## Pilote di rally(1)
- Christine Giampaoli Zonca, pilota di rally italiana (Puducherry, n. 1993)

## Piloti automobilistici(1)
- Christine Dacremont, ex pilota automobilistico e pilota di rally francese (Sedan, n. 1944)

## Poetesse(2)
- Christine Busta, poetessa austriaca (Vienna, n. 1915 - † 1987)
- Christine Lavant, poetessa e scrittrice austriaca (Großedling, n. 1915 - Wolfsberg, † 1973)

## Politiche(12)
- Christine Anderson, politica tedesca (Eschwege, n. 1968)
- Christine Badertscher, politica svizzera (Sumiswald, n. 1982)
- Christine Boutin, politica francese (Levroux, n. 1944)
- Christine Crawley, politica britannica (Wicklow, n. 1950)
- Christine Defraigne, politica belga (Liegi, n. 1962)
- Christine Egerszegi-Obrist, politica svizzera (Baden, n. 1948)
- Christine Gregoire, politica e avvocato statunitense (Adrian, n. 1947)
- Tina Kotek, politica statunitense (York, n. 1966)
- Christine Lagarde, politica, avvocata e banchiera francese (Parigi, n. 1956)
- Christine Lambrecht, politica tedesca (Mannheim, n. 1965)
- Christine Lieberknecht, politica tedesca (Weimar, n. 1958)
- Christine Todd Whitman, politica e scrittrice statunitense (New York, n. 1946)

## Produttrici cinematografiche(1)
- Christine Vachon, produttrice cinematografica statunitense (New York, n. 1962)

## Psicologhe(2)
- Christine Blasey Ford, psicologa statunitense (n. 1966)
- Christine Ladd-Franklin, psicologa, logica e matematica statunitense (Windsor, n. 1847 - New York, † 1930)

## Registe(1)
- Christine Edzard, regista, sceneggiatrice e costumista francese (Parigi, n. 1945)

## Schermitrici(2)
- Christine Becker, schermitrice statunitense (n. 1963)
- Christine Muzio, schermitrice francese (Creil, n. 1951 - Sèvres, † 2018)

## Sciatrici alpine(11)
- Christine Goitschel, ex sciatrice alpina francese (Sallanches, n. 1944)
- Christine Hargin, ex sciatrice alpina svedese (n. 1980)
- Christine Laprell, sciatrice alpina tedesca (Monaco di Baviera, n. 1950 - Tegernsee, † 2021)
- Christine Loike, ex sciatrice alpina austriaca (n. 1959)
- Christine Rolland, ex sciatrice alpina francese (n. 1954)
- Christine Scheyer, ex sciatrice alpina austriaca (Hohenems, n. 1994)
- Christine Sponring, ex sciatrice alpina austriaca (Schwaz, n. 1983)
- Christine Terraillon, sciatrice alpina francese (Soletta, n. 1943 - Briançon, † 2023)
- Christine Winkler, sciatrice alpina austriaca
- Christine Zangerl, ex sciatrice alpina austriaca (n. 1966)
- Christine von Grünigen, ex sciatrice alpina svizzera (Saanen, n. 1964)

## Scrittrici(10)
- Christine Angot, scrittrice e drammaturga francese (Châteauroux, n. 1959)
- Christine Arnothy, scrittrice francese (Budapest, n. 1930 - † 2015)
- Christine Deroin, scrittrice, attrice teatrale e regista francese
- Christine Dwyer Hickey, scrittrice irlandese (Dublino, n. 1960)
- Christine Feehan, scrittrice statunitense (California)
- Christine Leunens, scrittrice neozelandese (Hartford, n. 1964)
- Christine Morton-Shaw, scrittrice britannica
- Christine Nöstlinger, scrittrice e illustratrice austriaca (Vienna, n. 1936 - Vienna, † 2018)
- Christine de Pizan, scrittrice e poetessa francese (Venezia, n. 1364 - Monastero di Poissy)
- Christine de Rivoyre, scrittrice e giornalista francese (Tarbes, n. 1921 - Parigi, † 2019)

## Sociologhe(1)
- Christine Delphy, sociologa francese (Parigi, n. 1941)

## Sollevatrici(1)
- Christine Girard, sollevatrice canadese (Elliot Lake, n. 1985)

## Soprani(1)
- Christine Goerke, soprano statunitense (Medford, n. 1969)

## Tenniste(4)
- Chris Evert, ex tennista e commentatrice televisiva statunitense (Fort Lauderdale, n. 1954)
- Christine Matison, ex tennista australiana (n. 1951)
- Chris O'Neil, ex tennista australiana (Newcastle, n. 1956)
- Christine Truman, ex tennista britannica (Woodford Green, n. 1941)

## Tiratrici a volo(1)
- Christine Wenzel, tiratrice a volo tedesca (Ibbenbüren, n. 1981)

## Triatlete(1)
- Chrissie Wellington, triatleta britannica (Bury St Edmunds, n. 1977)

## Velociste(6)
- Christine Amertil, velocista bahamense (Nassau, n. 1979)
- Christine Arron, ex velocista francese (Les Abymes, n. 1973)
- Christine Botlogetswe, velocista botswana (Rakops, n. 1995)
- Christine Day, velocista giamaicana (Saint Mary, n. 1986)
- Christine Mboma, velocista, mezzofondista e lunghista namibiana (Divundu, n. 2003)
- Christine Ohuruogu, velocista britannica (Londra, n. 1984)

## Wrestler(1)
- Asya, ex wrestler, modella e culturista statunitense (Corning, n. 1966)

## Senza attività specificata(3)
- Christine Collins, statunitense (Los Angeles, n. 1888 - Los Angeles, † 1964)
- Christine Jorgensen, statunitense (New York, n. 1926 - San Clemente, † 1989)
- Christine Rossi, ex sciatrice freestyle francese (n. 1963)